# الدین آدیلوویچ
الدین آدیلوویچ (انگلیسی: Eldin Adilović؛ زادهٔ ۸ فوریهٔ ۱۹۸۶) بازیکن سابق فوتبال اهل بوسنی و هرزگوین است که در پست مهاجم بازی می‌کرد.
وی در تیم‌های ملی فوتبال زیر ۲۱ سال بوسنی و هرزگوین و بوسنی و هرزگوین بازی کرده است.